# Stadsparken, Skellefteå
Stadsparken var tidigare en torgplats i centrala Skellefteå. Torgverksamheten flyttades 1886 till den tomt som i dag är Guldtorget. I stadsparken finns fontänen Johanna i parken, som invigdes 1898, för att manifestera att staden fått sina första vattenledningar 1895. Även skulpturen Gzim och den frusna sjön återfinns i parken. 
Sedan 1920-talet har olika arrangemang av kaktusväxter årligen planterats med olika teman varje gång.

## Historik
När Skellefteå blev stad 1845 beslutades att en marknadsplats skulle förläggas på en hjortronmyr i staden. Den omgavs av ett grönt staket och sommartid betades marknadsplatsen av hästar. År 1862 beslutade Skellefteå stad att införa hundskatt. Samtidigt beslutades att intäkterna skulle användas till inköp av planteringar till det  torget. De första planteringarna gjordes 1866 och bestod av "dubbla björkrader längs tre av torgets sidor" för att erbjuda skugga.
Byggnadsnämndsledamoten Ludvig Zethraeus bildade 1873 AB Skellefteå förskönings- och planteringsgille för att skynda på de redan beslutade planteringarna på dåvarande salutorget. Året därpå erhöll gillet de första anslagen för inköp av planteringar och kort därefter började platsen kallas för stadsträdgård. År 1878 anställdes den första stadsträdgårdsmästaren, Nils Johansson. Samma år hade planteringarna vuxit så att drätselkammaren såg sig tvungen att föreslå att torget skulle helt övergå till stadspark, men detta överklagades.
År 1879 diskuterades i byggnadsnämnden ett nytt salutorg på tomt 99, nuvarande kvarteren Flundran och Abborren, vid Nordanå vid älven. I augusti 1886 tillstyrkte byggnadsnämnden anläggande av stadspark, eller stadsträdgård som det då kallades, på dagens plats och utläggning av tomterna 13 och 16 (dagens torg) till salutorg. Dessförinnan hade magistraten föreslagit allmänna rådstugan detsamma och Konungens befallningshavande (landshövdingen) godkände detta 18 december 1886. Parken anlades i tysk stil med influenser från engelska landskapsparker. Detta innebar mjuka, slingrande gångar som omgärdade gräsplaner, blomstergrupper, träd och buskar. Dessa element var avsiktligt utformade för att locka till sig uppmärksamhet och diskussion under en promenad i parken. Inspirationen till denna parkstil hämtades från Berzelii park nära Norrmalmstorg i Stockholm, vilken initierades år 1852 och gestaltades av den svensk-amerikanske trädgårdsarkitekten Knut Forsberg.
Forstmästare Theodor Linder var ordförande för trädgårdsstyrelsen när han 1923 tog fram ett förslag på omdaning av stadsparken. År 1924 eller 1925 anlades den första kaktusgruppen på initiativ av stadsträdgårdsmästaren Olle Cullman.
Kommunen gjorde en omfattande ombyggnad av parken 2010–14 för att bland annat bättre binda ihop den med Bryggarbacken, mellan Strandgatan och Skellefteälven.
Omdaningen av parken nominerades till Sienapriset 2014 med motiveringen: "... gedigna material och skicklig materialbehandling har utnyttjats i en både modern och tidlös gestaltning ... Parken har en tydlig struktur och ordning där en distinkt mittaxel förstärker stadens koppling till älven..." 2016 nominerades parken till European Garden Award i kategorin "Innovative Contemporary Concept or Design of a Park or Garden."

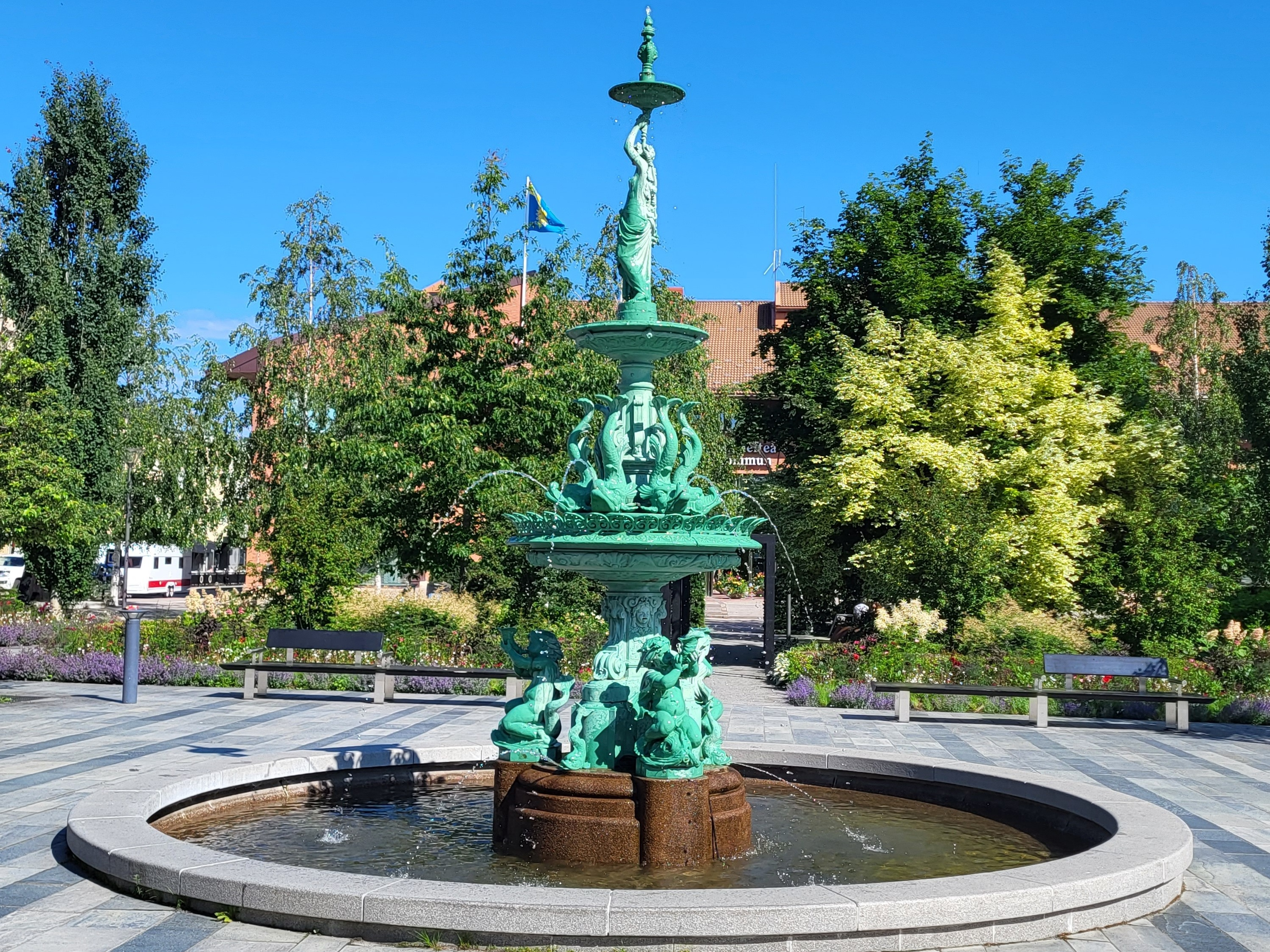
Fontänen Johanna i parken i Skellefteå (2023).
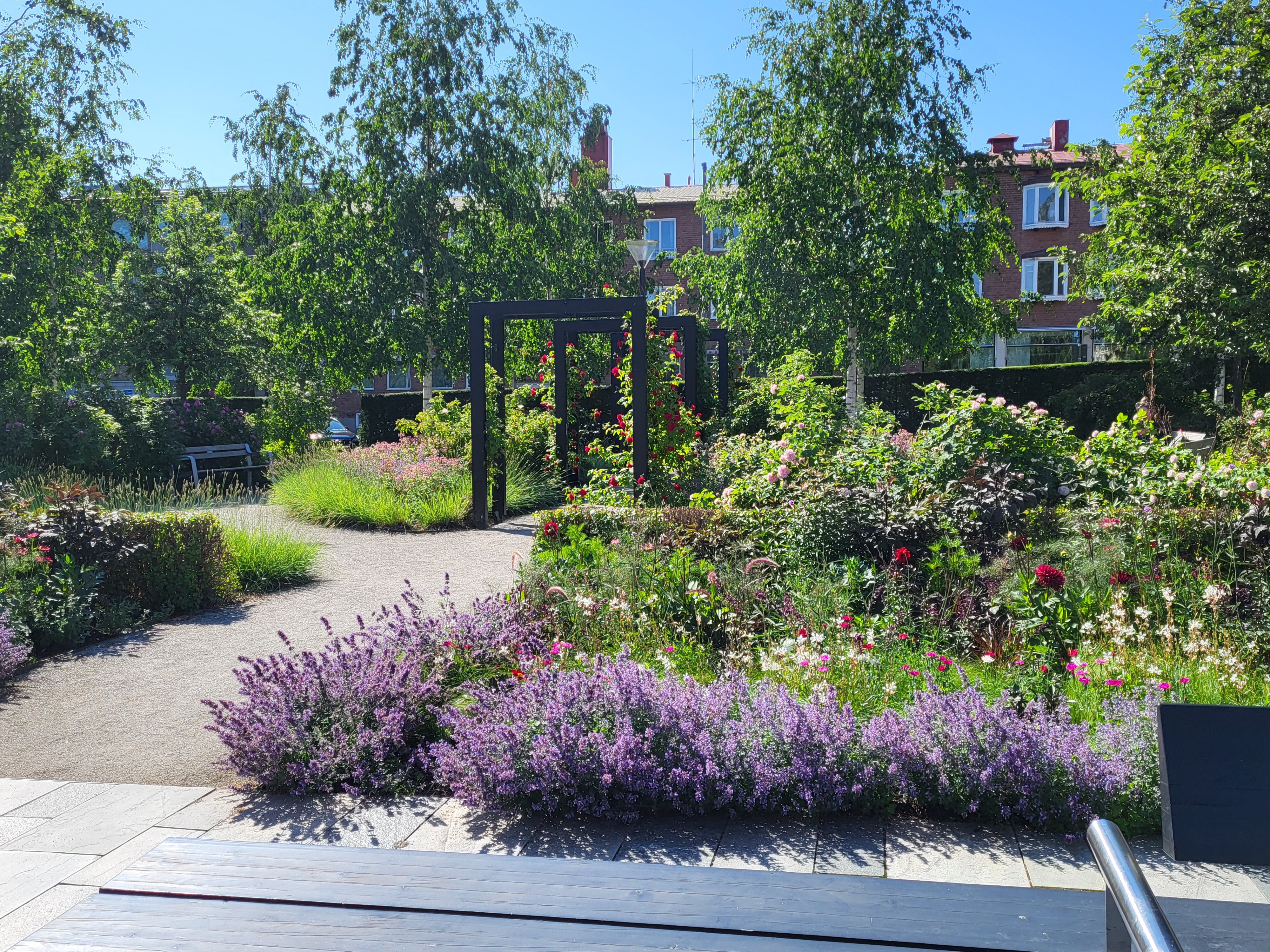
Vy över nordöstra delen av stadsparken i Skellefteå (2023).
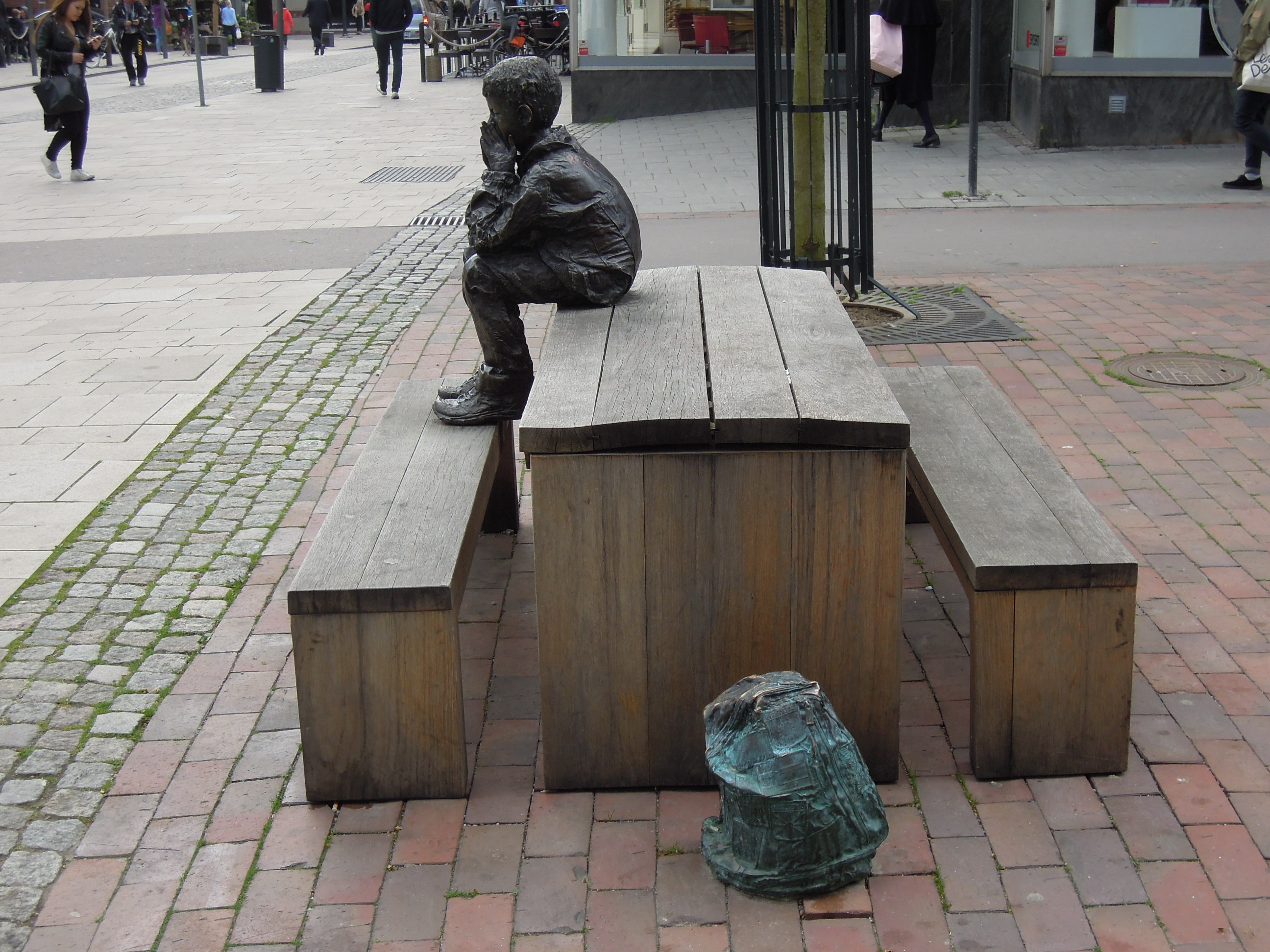
Sedan 2015 finns skulpturen Gzim och den frusna sjön även i stadsparken i Skellefteå. Bilden är tagen i Västerås.